# Demofil (biskup Bizancjum)
Demofil, gr. Δημόφιλος (zm. 386) – arcybiskup Konstantynopola w latach 370–379. 

## Życiorys
Urodził się w Tesalonice. Urząd arcybiskupa Konstantynopola sprawował od 370 do 27 listopada 379 r. Był arianinem. Został wygnany z rozkazu cesarza Teodozjusza Wielkiego. 